# Serhij Fedorow
Serhij Wladislawowitsch Fedorow (ukrainisch Сергій Владиславович Федоров; * 18. Februar 1975 in Kiew) ist ein ehemaliger ukrainischer Fußballspieler und aktueller -trainer.

## Karriere
Seine Profikarriere begann 1993 bei Dynamo Kiew. Später wechselte er zu ZSKA Kiew und wieder zurück. Von 1997 bis 2008 spielte er ausschließlich bei Dynamo Kiew und gewann dabei mehrere Male die ukrainische Meisterschaft und den ukrainischen Pokal. Für Dynamo Kiew bestritt der Verteidiger 124 Ligaspiele und schoss dabei 10 Tore. 2009 schloss er sich Tschornomorez Odessa an.
Vom ukrainischen Nationaltrainer Oleh Blochin wurde er in den 23-köpfigen Kader für die Fußball-WM 2006 berufen, konnte aber aufgrund einer Verletzung nicht teilnehmen.

## Erfolge
- Ukrainischer Meister:  1997/98, 1998/99, 1999/2000, 2000/01, 2002/03, 2003/04
- Ukrainischer Pokalsieger: 1999/2000, 2002/03, 2004/05, 2005/06
- Ukrainischer Supercupsieger: 2006